# Parlamento de Marruecos
El Parlamento de Marruecos es el órgano político donde reside el poder legislativo en Marruecos y se encuentra ubicado en la capital, Rabat. Desde la constitución de 1996 está formado por dos cámaras. Sus funciones están reguladas en la vigente constitución de 2011.

## Cámara de Representantes
La Cámara de Representantes (en árabe Majlis al-nuwwab), es la cámara baja, compuesta por 325 diputados elegidos por sufragio universal libre, igual, directo y secreto de todos los ciudadanos mayores de edad inscritos en el censo, por un periodo de cinco años. A la Cámara le corresponde proponer el candidato a Presidente del Gobierno, otorgar o retirar la confianza al mismo a través de la moción de censura y la cuestión de confianza, aprobar el presupuesto público y los proyectos y proposiciones de ley.

## Cámara de Consejeros
La Cámara de Consejeros (Majlis al moustasharin), es la cámara alta o Senado, se elige por sufragio universal indirecto por un período de seis años, con un mínimo de 90 miembros y un máximo de 120. Tres quintas partes de los miembros son elegidos por las autoridades locales en proporción a su población. Las otras dos quintas partes son elegidos de dos formas: unos por colegios electorales regionales compuestos por representantes de organizaciones profesionales y empresariales; otros por un colegio electoral nacional compuesto por los representantes de los trabajadores. La Cámara de Consejeros puede cuestionar al ejecutivo a petición de una quinta parte de sus miembros aprobada por mayoría absoluta, si bien esta situación no lleva aparejada la obligación de dimitir para el presidente del Gobierno, pero sí la obligación de comparecer el presidente ante la cámara y que la cuestión sea debatida, aunque no votada.

## El Parlamento antes de la reforma de 2011
Hasta la reforma constitucional de 2011, el poder del Parlamento estaba muy limitado, quedando en manos del rey el nombramiento del primer ministro (ahora Presidente del Gobierno) y del gabinete, con la posibilidad de cambiarlos sin necesidad de pedir autorización al Parlamento. Al Rey también correspondía la facultad de disolver las Cámaras o ampliar el plazo del mandato. Durante los denominados años de plomo en el reinado de Hassan II, el derecho de disolver o ampliar el mandato parlamentario se usó con frecuencia.